# 西池袋
西池袋（にしいけぶくろ）は、東京都豊島区の町名。現行行政地名は西池袋一丁目から西池袋五丁目。住居表示実施済区域。

## 地理
池袋駅西口から要町通り西南側、山手通り東南側で西武池袋線線路北側に囲まれた地域であり、北側に池袋・上池袋、東側に東池袋・南池袋、南側に目白・南長崎、西側に長崎・千早・要町にそれぞれ接している。池袋駅東口に劣らず大衆的な商業施設、飲食・歓楽店街、東京芸術劇場・立教大学をはじめとした教育文化施設、池袋警察署・池袋消防署・豊島税務署等の官公署が集合している。
西池袋から池袋駅の東西を結ぶ道路として、駅南側に南池袋に抜ける自動車通行可能な通称びっくりガードが、駅北側に東池袋に抜ける歩行者専用通路である雑司が谷隧道（通称：WE ROAD、ウイ・ロード）がある（雑司が谷隧道は自転車を降車して手で押していけば通行可能）。

### 地価
住宅地の地価は、2025年（令和7年）1月1日の公示地価によれば、西池袋3-7-5の地点で83万円/m2となっている。

## 歴史
かつては北豊島郡西巣鴨町、高田町、長崎町に属していた。1926年の町制施行を経て、1932年に東京市に編入され、豊島区の一部となった。
山手線池袋駅の開業後、豊島師範学校の開校や立教大学の移転などもあって街が形成され始め、関東大震災後の住民の増加で中小規模の商店や飲食店の多い商店街が広がるようになった。戦後、空襲により焼け野原となった旧豊島師範学校跡に西口マーケットと呼ばれた闇市が形成され長らく残ったため、東口に比べて開発が遅れた。
1960年代に闇市の撤去および区画整理が行われたものの、開発はなかなか進まなかった。
1980年代に入り、区画整理後の区画に残った旧鉄道教習所跡にホテルメトロポリタンが建設されたのを皮切りに、旧豊島師範学校跡に東京芸術劇場が、芝浦工大高校跡にメトロポリタンプラザが建設されるなど、ようやく町並みが変わり始めた。
西池袋から椎名町駅にかけての一帯は池袋モンパルナスとして昭和初期の戦間期に若い芸術家がアトリエを多く構えていた。戦時中においてはそうした芸術が不適切なものとみなされ、多くの芸術家が太平洋戦争で戦死したこともあって芸術運動は一旦終結した。戦後、再評価がなされるとともに、新たに前衛的な作品が産み出された。
池袋駅の付近にはこうしたモダニズムの残景はすでにみられないが、郊外の山手通りに向かって平屋のアトリエ跡が残っている。またモダニズム建築は西池袋 - 目白 - 新宿区中落合 - 中井各町一帯にあった目白文化村にも現れている。
池袋駅北口の歓楽街が取り上げられることが多いものの、現在においても立教学院や自由学園の独自理念に沿った教育が中心部の雑踏から離れたところで受け継がれている。
2012年、東京都は西池袋一丁目を都迷惑防止条例に基づき、客引きやスカウトのみならず、それらを行うために待機する行為なども禁止する区域に指定した。
さらに2019年には西池袋一丁目と三丁目を同区域を暴力団排除条例に基づき、暴力団排除特別強化地域に指定。地域内では暴力団と飲食店等との間で、みかじめ料のやりとりや便宜供与などが禁止され、違反者は支払った側であっても懲役1年以下または罰金50万円以下の罰則が科されることとなった。
2024年、警視庁が取りまとめた『令和5年区市町村の町丁別、罪種別及び手口別認知件数』では、西池袋一丁目で2023年に発生した犯罪認知件数は370件とされており、東京23区の中で5番目に多い町となっている。

## 世帯数と人口
2023年（令和5年）1月1日現在（東京都発表）の世帯数と人口は以下の通りである。
| 丁目         | 世帯数     | 人口     |
| ------------ | ---------- | -------- |
| 西池袋一丁目 | 196世帯    | 265人    |
| 西池袋二丁目 | 2,642世帯  | 4,084人  |
| 西池袋三丁目 | 2,462世帯  | 3,811人  |
| 西池袋四丁目 | 3,228世帯  | 4,902人  |
| 西池袋五丁目 | 2,448世帯  | 3,734人  |
| 計           | 10,976世帯 | 16,796人 |

### 人口の変遷
国勢調査による人口の推移。
| 年                 | 人口   |
| ------------------ | ------ |
| 1995年（平成7年）  | 13,189 |
| 2000年（平成12年） | 13,446 |
| 2005年（平成17年） | 13,717 |
| 2010年（平成22年） | 16,879 |
| 2015年（平成27年） | 17,101 |
| 2020年（令和2年）  | 17,575 |

### 世帯数の変遷
国勢調査による世帯数の推移。
| 年                 | 世帯数 |
| ------------------ | ------ |
| 1995年（平成7年）  | 7,493  |
| 2000年（平成12年） | 7,959  |
| 2005年（平成17年） | 8,524  |
| 2010年（平成22年） | 10,871 |
| 2015年（平成27年） | 11,249 |
| 2020年（令和2年）  | 11,356 |

## 学区
区立小・中学校に通う場合、学区は以下の通りとなる（2017年12月現在）。なお、豊島区の小・中学校では学校選択制度を導入しており、以下の指定校に隣接している通学区域の学校も選択することが可能。
| 丁目         | 番地              | 小学校                 | 中学校               |
| ------------ | ----------------- | ---------------------- | -------------------- |
| 西池袋一丁目 | 21～25番 29〜44番 | 豊島区立池袋小学校     | 豊島区立西池袋中学校 |
| 西池袋一丁目 | 1〜20番 26〜28番  | 豊島区立池袋第三小学校 | 豊島区立西池袋中学校 |
| 西池袋二丁目 | 全域              | 豊島区立池袋第三小学校 | 豊島区立西池袋中学校 |
| 西池袋三丁目 | 全域              | 豊島区立池袋第三小学校 | 豊島区立西池袋中学校 |
| 西池袋四丁目 | 全域              | 豊島区立池袋第三小学校 | 豊島区立西池袋中学校 |
| 西池袋五丁目 | 全域              | 豊島区立池袋第三小学校 | 豊島区立西池袋中学校 |

## 交通

### 鉄道
- 池袋駅（西口・北口）
  - JR東日本
    - 山手線
    - 埼京線
    - 湘南新宿ライン

  - 東京地下鉄
    - 有楽町線
    - 副都心線
    - 丸ノ内線

  - 西武鉄道 - 池袋線
  - 東武鉄道 - 東上線

- 要町駅（東京地下鉄）- 敷地東側の一部が西池袋に当たる。
  - 有楽町線
  - 副都心線

### バス

#### 路線バス
- 池袋駅西口停留所、国際興業総合案内所停留所、池袋二丁目停留所、要町駅停留所（国際興業バス）
  - 池02・池04・池05・その他系統 - 池袋駅西口行
  - 池07系統 - サンシャインシティ南行
  - 池02・池82系統 - 熊野町循環
  - 池03・池20・池21・池83系統 - 池袋駅西口行
  - 池03・池83系統 - 要町循環
  - 池04・池84系統 - 中丸町循環
  - 池05・池85系統 - 日大病院行
  - 池07系統 - 江古田二又行
  - 池10系統 - 平和台駅行（深夜バス）
  - 池11系統 - 中野駅北口行（国際興業バス、関東バス）
  - 池20系統 - 高島平操車場行
  - 池21系統 - 高島平駅行
- 池袋車庫停留所（国際興業バス）
  - 池11系統 - 池袋駅西口行、中野駅北口行（国際興業バス、関東バス）
  - 池80系統 - 池袋駅西口行
  - 池82系統 - 熊野町循環経由池袋駅西口行
  - 池83系統 - 要町循環池袋駅西口行
  - 池84系統 - 中丸町循環池袋駅西口行
  - 池85系統 - 日大病院行
- 椎名町駅北口停留所（国際興業バス、関東バス）
  - 池11系統 - 池袋駅西口行、中野駅北口行
- 池袋駅西口（中央）停留所、東京芸術劇場停留所、ホテルメトロポリタン停留所（WILLER EXPRESS）
  - IKEBUS Bルート（東西循環） - 豊島区役所、サンシャインシティ、Hareza池袋方面循環

#### 深夜急行バス
- 池袋駅西口停留所（国際興業バス）
  - ミッドナイトアロー成増・朝霞台 - 朝霞台駅行
  - ミッドナイトアロー朝霞台・新座 - 新座駅南口行
  - ミッドナイトアロー光が丘・和光市 - 和光市駅南口
  - ミッドナイトアロー高島平・中浦和 - 中浦和駅行
  - ミッドナイトアロー浦和・大宮 - 大宮駅東口行
  - ミッドナイトアロー南浦和・東浦和 - 東浦和駅行
- 池袋駅西口停留所（東武バス）
  - ミッドナイトアロー川越 -  神明町車庫行
  - ミッドナイトアロー和光・志木 - 新座車庫行

#### 長距離・高速バス
- 池袋駅西口停留所（国際興業バス）
  - ジュピター号 - 能代営業所行
  - 遠野・釜石号 - 大槌駅前行
  - イーハトーブ号 - 紫波中央駅行
  - けせんライナー号 - 釜石営業所行
  - 夕陽号 - 酒田庄交バスターミナル行

### 道路
- 東京都道441号池袋谷原線（要町通り）
- 東京都道317号環状六号線（山手通り）
- 首都高速道路中央環状新宿線（西池袋出入口）
- 劇場通り
- びっくりガード

## 事業所
2021年（令和3年）現在の経済センサス調査による事業所数と従業員数は以下の通りである。
| 丁目         | 事業所数    | 従業員数 |
| ------------ | ----------- | -------- |
| 西池袋一丁目 | 1,193事業所 | 24,248人 |
| 西池袋二丁目 | 233事業所   | 2,281人  |
| 西池袋三丁目 | 572事業所   | 8,184人  |
| 西池袋四丁目 | 104事業所   | 1,199人  |
| 西池袋五丁目 | 322事業所   | 5,986人  |
| 計           | 2,424事業所 | 41,898人 |

### 事業者数の変遷
経済センサスによる事業所数の推移。
| 年                 | 事業者数 |
| ------------------ | -------- |
| 2016年（平成28年） | 2,371    |
| 2021年（令和3年）  | 2,424    |

### 従業員数の変遷
経済センサスによる従業員数の推移。
| 年                 | 従業員数 |
| ------------------ | -------- |
| 2016年（平成28年） | 40,156   |
| 2021年（令和3年）  | 41,898   |

## 施設

### 西池袋一丁目
- 池袋駅（西口・北口）
- 東武百貨店池袋店（本店）

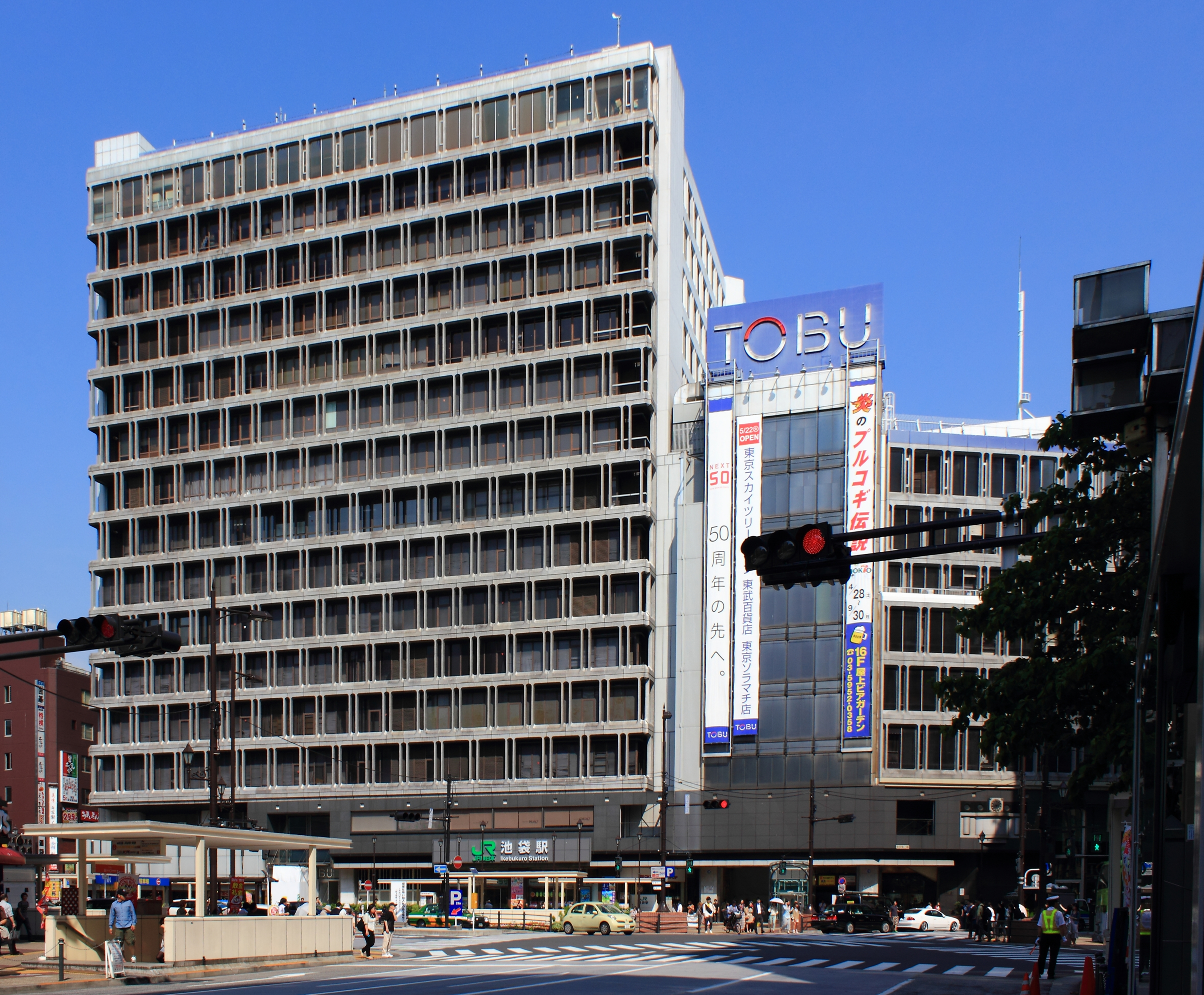
池袋駅西口・東武百貨店池袋店

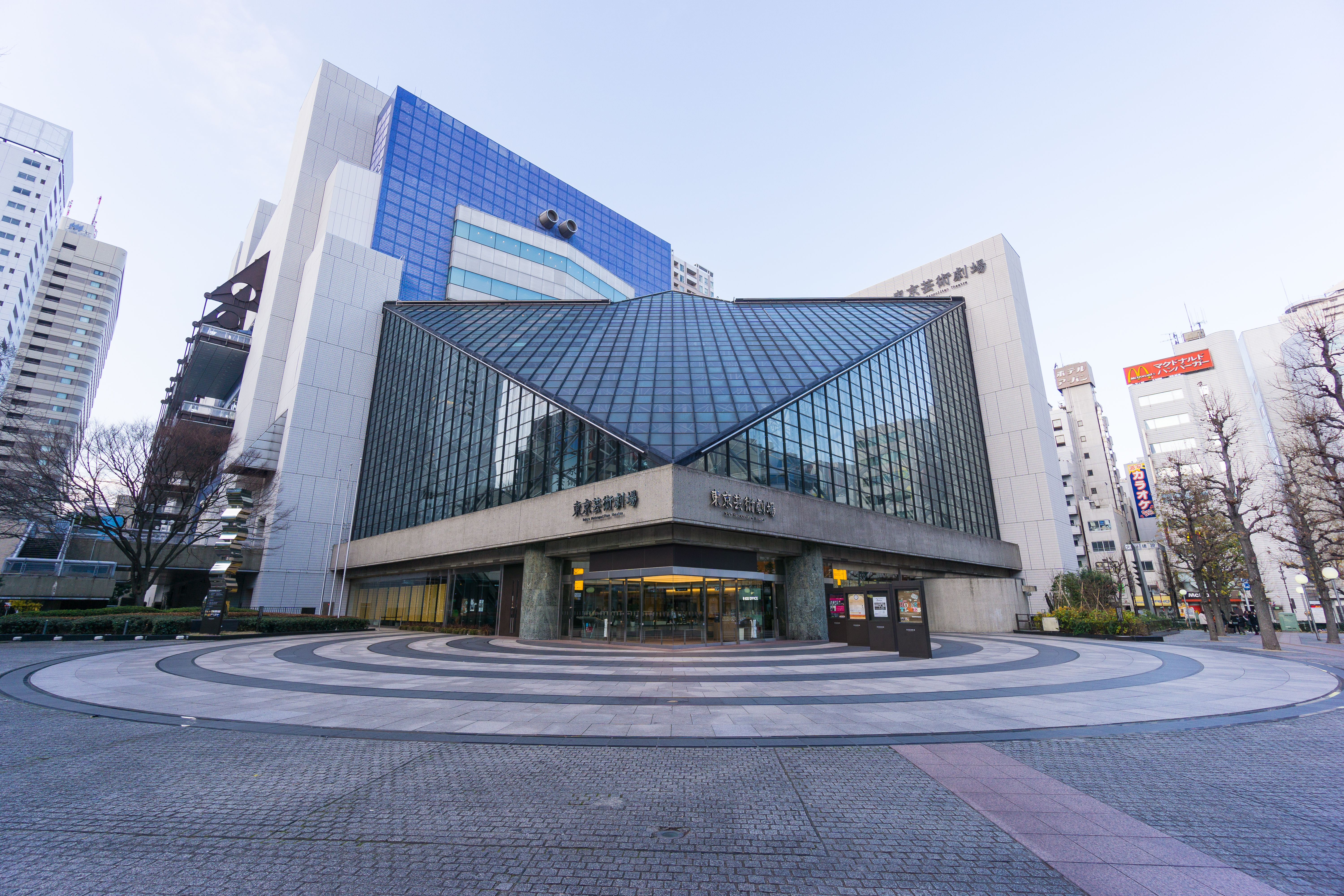
東京芸術劇場

  - びゅうプラザ池袋駅（みどりの窓口と一体化）
  - 池袋警察署池袋駅西口交番
  - 旭屋書店、ユニクロ、ぴあステーション、その他多数の店舗
- メトロポリタンプラザ
  - メトロポリタンプラザ内郵便局
- ホテルメトロポリタン
- 東武ホープセンター（地下街）
- 東武トップツアーズ（池袋駅支店、池袋アップルロード支店）
- 東武カードビジネス
- エソラ池袋
- ビックカメラ池袋西口店（旧：丸井池袋スポーツ館）[注釈 1]
- ロサ会館
- 池袋演芸場
- 東京都豊島都税総合事務所
- 池袋警察署
- 池袋西口公園
- 豊島区立元池袋史跡公園 - 池袋西口公園の南にありかつての丸池の跡。「池袋」の由来。
- 東京芸術劇場
- 銀行
  - 三井住友銀行池袋支店
  - 三菱UFJ信託銀行池袋支店
  - 西京信用金庫池袋支店
  - SBI新生銀行池袋支店
  - I'WEST キャッシュコーナー - ゆうちょ銀行池袋駅西口出張所
- 東京都水道局豊島営業所
- 知音本店（中華物販店）
  - 知音書店（中国語関連の書籍、音楽CD、DVDなど含む）
  - 知音食品（都内最大規模の中華食材スーパー）
- 雑司が谷隧道（通称：WE ROAD、ウイ・ロード） - 東西池袋を繋ぐ連絡通路

### 西池袋二丁目
- 東京消防庁池袋消防署
- 豊島区立郷土資料館
- 豊島区立西池袋第一保育園
- 婦人之友社 - 羽仁もと子のジャーナリズムで知られる
- 自由学園明日館

### 西池袋三丁目
- エチカ池袋
- 豊島区立池袋第三小学校
- 西池袋第二区民集会室
- 西池袋郵便局
- 池袋警察署西池袋交番
- ウエストパークタワー池袋
  - 大光銀行池袋支店
- 豊島税務署
- 立教大学
- 立教小学校
- 舞台芸術学院
- 日本僑報社1996年創業、日中関係の書籍を多く出版する総合出版社。http://jp.duan.jp
- 漢語角

### 西池袋四丁目
- 豊島区立西池袋中学校
- すいどーばた美術学院
- 豊島区立西池袋第二保育園
- 西池袋出入口（首都高速道路中央環状新宿線）

### 西池袋五丁目
- 要町駅（西池袋と要町にまたがっている）
- 東京三協信用金庫池袋支店
- 池袋警察署二又交番
- 立教池袋中学校・高等学校
- 立教大学（一部）
  - 立教学院内郵便局
- ハナシン本社 - 着物服飾
- 旧江戸川乱歩邸

## その他

### 日本郵便
- 郵便番号 : 171-0021[3]（集配局 : 豊島郵便局[19]）。